# 踊る一寸法師 (アルバム)
『踊る一寸法師』（おどるいっすんぼうし）は、人間椅子の5枚目のアルバムである。
アルバム・タイトルは江戸川乱歩の同名小説『踊る一寸法師』から。
アルバム・ジャケットに写るフィギュアは、『黄金の夜明け』でもアートワークを担当し、以前から交流のある漫画家大越孝太郎が製作したものである。
本作の収録曲は、全編津軽弁の歌詞で構成され、歌詞カードにも津軽弁のまま記載されている作品「どだればち」（標準語の対訳は後にリリースされるベスト盤『押絵と旅する男〜人間椅子傑作選 第2集〜』に記載）など、コンセプトに縛られることなく制作された作品が多い。
本作は、以前まで所属していたレーベルメルダックとの契約が解消、活躍の場をインディーズへと移した時の作品であるため、販売元はインディーズ・レーベルであるフライハイトからのリリースとなっている。
廃盤後、長らくオークションで高額取引きされるなど入手の難しいアルバムとされていたが、2018年10月24日よりiTunes、Apple Music、Amazonなどの音楽配信サイトにてダウンロード販売が開始された。
本作からドラムスに土屋巌がメンバーとして加入している。

## 歌詞と音楽性
パチンコでの大当たりを題材とした「ダイナマイト」は、ギャンブル好きの鈴木研一が手掛けており、後にシリーズ化された。
声優の上坂すみれは、この曲を聞くと元気が出るとラジオ番組『上坂すみれの文化部は夜歩く』の中で述べており、アシスタントを務めていた早瀬かなもフィーバー感があると同様の意見を述べている。

## 収録曲
| 全編曲: 人間椅子。 |                              |                            |                    |      |
| #                  | タイトル                     | 作詞                       | 作曲               | 時間 |
| 1.                 | 「モスラ」                   | 和嶋慎治                   | 鈴木研一           | 5:15 |
| 2.                 | 「暗い日曜日」               | 和嶋慎治                   | 和嶋慎治           | 6:34 |
| 3.                 | 「どだればち」               | 和嶋慎治                   | 和嶋慎治、鈴木研一 | 5:37 |
| 4.                 | 「ギリギリ・ハイウェイ」     | 和嶋慎治                   | 和嶋慎治           | 4:18 |
| 5.                 | 「エイズルコトナキシロモノ」 | 鈴木研一                   | 鈴木研一           | 6:06 |
| 6.                 | 「羽根物人生」               | 和嶋慎治                   | 鈴木研一           | 5:41 |
| 7.                 | 「三十歳」                   | 和嶋慎治、鈴木研一、土屋巌 | 鈴木研一           | 4:33 |
| 8.                 | 「時間を止めた男」           | 和嶋慎治                   | 和嶋慎治           | 5:29 |
| 9.                 | 「ダイナマイト」             | 鈴木研一                   | 鈴木研一           | 1:54 |
| 10.                | 「踊る一寸法師」             | 和嶋慎治                   | 鈴木研一           | 6:28 |

## 後世への影響
本作の収録曲の一部は他のアーティストによってカバーされている。
「ダイナマイト」は2015年に筋肉少女帯がカバーしており、人間椅子とのコラボシングル『地獄のアロハ』に収録されている。筋肉少女帯の大槻ケンヂと橘高文彦はアレンジのしやすさを理由にこの曲を選んだとナタリーとのインタビューの中で話している。
2019年には、「どたればち」がLEO今井によってカバーされている。

## 演奏者
- 和嶋慎治 - ギター、ボーカル
- 鈴木研一 - ベース、ボーカル
- 土屋巌 - ドラムス、ボーカル